# Höltövény község
Höltövény község (románul: Comuna Hălchiu) község Brassó megyében, Romániában. Központja Höltövény, hozzá tartozik Barcaújfalu.

## Népessége
A 2011-es népszámlálás adatai alapján a község népessége 4218 fő volt.